# Noth
Noth är en kommun i departementet Creuse i regionen Nouvelle-Aquitaine i de centrala delarna av Frankrike. Kommunen ligger i kantonen La Souterraine som tillhör arrondissementet Guéret. År 2022 hade Noth 495 invånare.

## Befolkningsutveckling
Antalet invånare i kommunen Noth
Referens:INSEE